# Mario Espinoza
Mario Espinoza Osorio (La Paz, Bolivia; 1952) es un periodista, director de noticias y documentalista boliviano, ganador del Premio de Periodismo Rey de España en 1994 y fue otorgado la condecoración "Prócer Pedro Domingo Murillo" por el gobierno municipal de La Paz, la sede de gobierno de Bolivia.

## Biografía
Mario Espinoza empezó con el periodismo en 1975 cuando tuvo sus primeros acercamientos en radio PRATEL en el sector de deportes. Luego de cinco años de hacer periodismo deportivo, se integró a la redacción del vespertino “Última Hora”, por los años 80, donde además formó parte de radio Cristal. Fue uno de los fundadores del canal televisivo Periodistas Asociados Televisión (PAT) y fue también conductor del programa televisivo “El Pentágono”.
Entre el 2008 y el 2009, junto con Carlos Mesa, expresidente de Bolivia, realizó la serie de documentales históricos llamada "Bolivia Siglo XX", mediante la productora independiente Plano Medio.